# 潘普林音樂
潘普林音樂（英語：Pamplin Music）是一個獨立基督音樂唱片公司，並由羅伯特·B·潘普林爵士于1995年創辦，並於2001年停業。唱片公司是潘普林娛樂的子公司，以及潘普林通訊衛星的交替，其是透過書店和影片產品在基督教市場機制建立。
潘普林主要以流行、軟式搖滾和節奏藍調市場元素為中心。關於其他的元素，他們使用子唱片公司紅山唱片。